# Hawronzi
Hawronzi (ukrainisch Гавронці; russisch Гавронцы Gawronzy) ist ein Dorf in der ukrainischen Oblast Poltawa mit etwa 60 Einwohnern (2001).

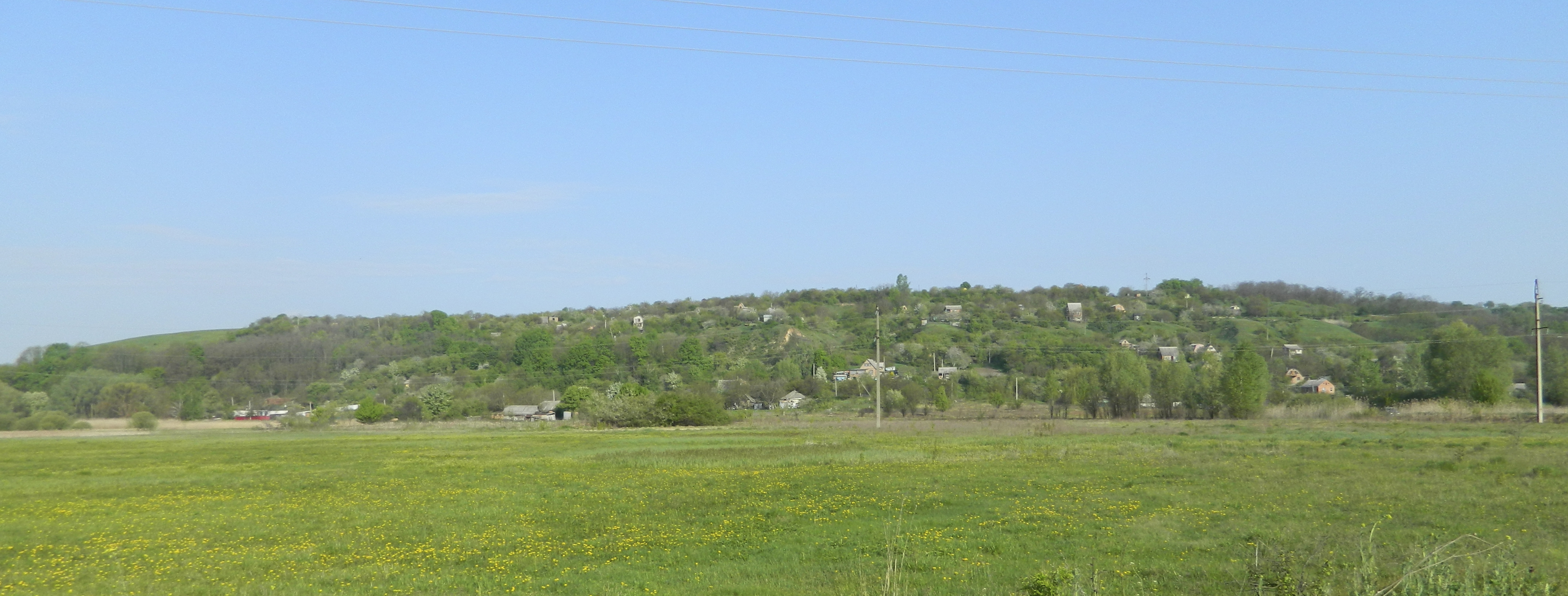
Blick auf das Dorf, 2013

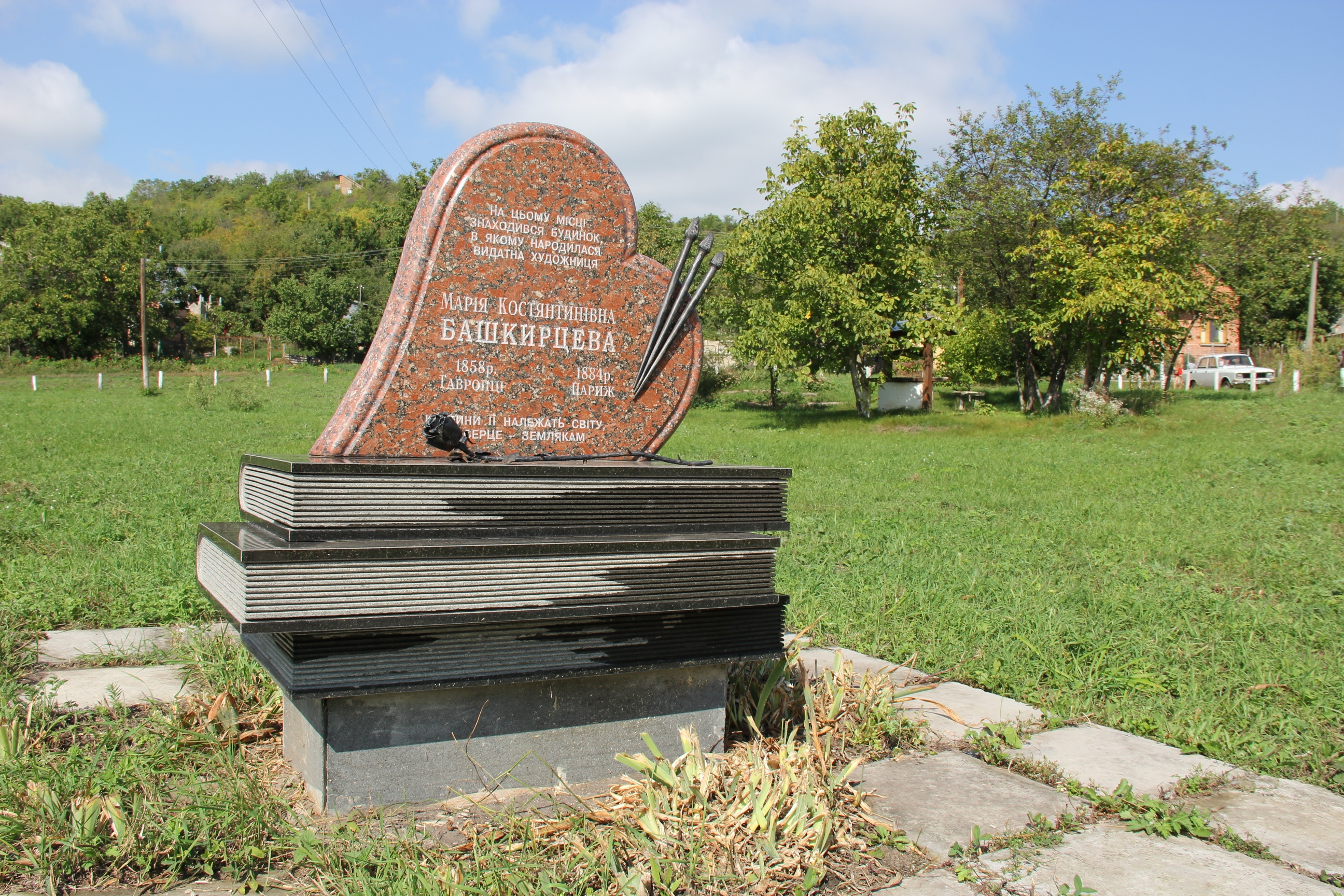
Gedenkstein für die im Dorf geborene Malerin Marie Bashkirtseff, 2012

Die Ortschaft liegt auf einer Höhe von 84 m am rechten Ufer der Worskla, einem 464 km langen, linken Nebenfluss des Dnepr, 3 km südöstlich vom Gemeindezentrum Stassi, 15 km südlich vom ehemaligen Rajonzentrum Dykanka und 18 km nördlich vom Oblastzentrum Poltawa. Im Westen vom Dorf verläuft die Fernstraße N 12.

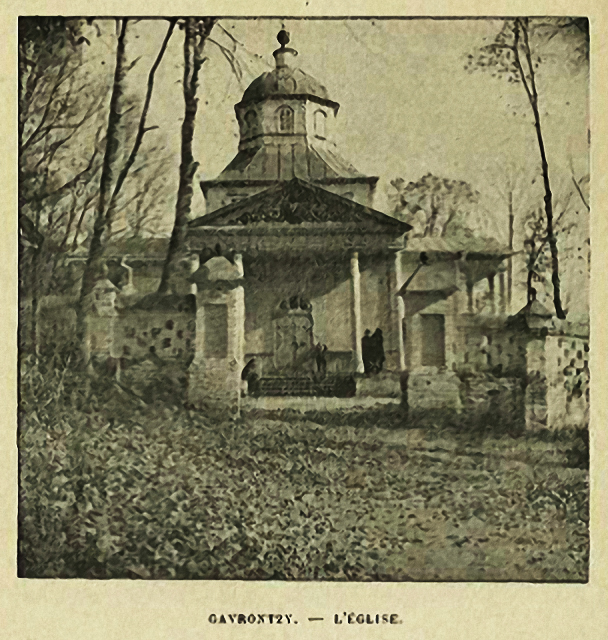
Johannes-der-Täufer-Geburtskirche im Jahr 1900

In Hawronzi wurde im 17. Jahrhundert die hölzerne Johannes-der-Täufer-Geburtskirche erbaut, die von schwedischen Truppen im Großen Nordischen Krieg zerstört und 1710 wieder aufgebaut wurde. 1851 wurde das Kirchengebäude um einen hölzernen Glockenturm ergänzt, den man neben dem Gebäude errichtete. 1858 erhielt die Kirche und der Glockenturm einen Steinsockel. Im Jahr 1895 gehörten der Kirchengemeinde 1146 Gläubige an. Bis 1902 stieg die Anzahl der Gemeindemitglieder auf 1181 und 1912 hatte die Gemeinde 1220 Mitglieder beiderlei Geschlechts.
Am 12. Juni 2020 wurde das Dorf ein Teil der neugegründeten Siedlungsgemeinde Dykanka bis dahin war es Teil der Landratsgemeinde Stassi (Стасівська сільська рада/Stassiwska silska rada) im Südosten des Rajons Dykanka.
Am 17. Juli 2020 kam es im Zuge einer großen Rajonsreform zum Anschluss des Rajonsgebietes an den Rajon Poltawa.

## Söhne und Töchter der Ortschaft
- Marie Bashkirtseff (1858–1884), ukrainisch-französische naturalistische Malerin, Schriftstellerin, Philosophin